# Vellaunus
Vellaunus ist der Name eines keltischen Gottes, der nach der Interpretatio Romana mit Mars und Mercurius gleichgesetzt wurde.

## Fundorte und Etymologie
Der Name Vellaunus ist auf zwei Weiheinschriften, eine aus Caerwent, römisch Venta Silurum (Monmouthshire, Wales) und eine aus Hières-sur-Amby (Département Isère, Frankreich) zu finden. In der ersten Inschrift wird Vellaunus mit dem römischen Gott Mars, in der zweiten mit Mercurius gleichgesetzt.
Die Inschrift aus Caerwent befindet sich am Sockel des Überrestes einer Statue, der nur mehr je ein Paar Menschen- und Gänsefüße zeigt, hier wird Vellaunus zusätzlich mit den Göttern Lenus und Ocelus in Verbindung gebracht (die Inschrift ist auf 152 n. Chr. datiert):
[DEO] MARTI LENO / [S]IVE OCELO VELLAVN ET NVM AVG / M NONIVS ROMANVS OB / IMMVNITATEM COLLEGNI / D D S / GLABRIONE ET H[OM]VLO COS D X K SEPT
(„Dem Gott Mars Lenus auch Ocelus Vellaunus und dem kaiserlichen Numen, dediziert M. Nonius Romanus, privilegiert vom Kolleg, sein Gelübde unter Verwendung seines eigenen Vermögens, während des Konsulates von Glabrio und Homulo zehn Tage vor den Kalenden des Septembers“)
Die zweite Inschrift stammt aus dem Gebiet der Allobroger im südlichen Gallien, sie lautet:
AVG SACR DEO / MERCVRIO / VICTORI MAC / NIACO VEILAVNO / C CAPITOIVS MACRI / NVS RESTITVIT
(„Dem Augustus und dem Gott Mercurius, dem siegreichen Macniacus Vellaunus, restaurierte C. Capitojus Macrinus dieses heilige Objekt“)
Die Wortwurzel *uellauno- („gut“?, „Anführer“?) ist in vielen keltischen Namen vorzufinden, beispielsweise bei Cassivellaunus, walisisch als Sagenfigur Caswallawn bekannt; bei Vercassivellaunus, dem Mitstreiter von Vercingetorix bei Alesia; beim Stamm der Catuvellaunen im Südosten Britanniens; wahrscheinlich sprachlich in Verbindung mit den Katalaunischen Feldern (bei Châlons-sur-Marne) und Katalonien (Catalaunia). Eine mögliche Verbindung zum lateinischen schmückenden Epitheton victor („siegreich“) könnte durch die Inschrift aus Hières-sur-Amby herzustellen sein.